# Perizzieten
De Perizzieten of Ferezieten (Hebreeuws: פְּרִזִּי[ם], Prizzī[m] of Pərisī[m], betekenis onbekend) zijn een van de verdwenen stammen die volgens de Hebreeuwse Bijbel in Kanaän woonden voordat de Israëlieten het in bezit namen.

## Vermeldingen in de Hebreeuwse Bijbel
De Hebreeuwse Bijbel geeft geen verklaring voor de afkomst van de Perizzieten; ze worden niet vermeld in de Volkenlijst in Genesis 10. De eerste vermelding van de Perizzieten is in het verhaal over de ruzie tussen de herders van Abraham en Lot (Genesis 13:3-7). De volgende vermelding is in het verhaal over de verkrachting van Jakobs dochter Dina (Genesis 34:30).
De Perizzieten worden ook genoemd in de lijst van volken die verdreven zouden worden uit het Beloofde Land (Exodus 34:11-16; Deuteronomium 7:1,2). Nadat de Israëlieten het land Kanaän hadden veroverd en verdeeld, bleven er Perizzieten in het gebied van Efraïm en Manasse wonen (Jozua 17:15-18). In de tijden van de Rechters vonden er gemengde huwelijken plaats tussen de Perizzieten en de Israëlieten (Rechters 3:5,6). In Salomo's tijd werden de Perizzieten tot slavenarbeid gedwongen (1 Koningen 9:20,21; 2 Kronieken 8:7,8). 
De laatste keer dat de Perizzieten in de Hebreeuwse Bijbel worden genoemd, zegt dat Perizzieten huwden met de Israëlieten die terugkeerden uit de Babylonische ballingschap (Ezra 9:1, 2). Deze vermelding wordt soms gezien als een literaire verwijzing naar het verhaal in Exodus en Deuteronomium, waarin huwelijken met vijandelijke stammen werd verboden.

## Historische beoordeling
Volgens Trevor Bryce "[kunnen] de Perizzieten ... niet worden verbonden aan enig volk of land dat bekend is uit buitenbijbelse bronnen." Het is mogelijk dat hun naam een gegeneraliseerde toepassing was, waarbij het een verwijzing was naar degenen die in dorpen leefden - in tegenstelling tot nomaden. Het kan ook een aanduiding zijn dat hun afkomst onbekend was. Ten slotte zou Perizzieten kunnen verwijzen naar een verzameling van verschillende volken.